# Oliveira do Bairro
Oliveira do Bairro – miejscowość w Portugalii, leżąca w dystrykcie Aveiro, w regionie Centrum w podregionie Baixo Vouga. Miejscowość jest siedzibą gminy o tej samej nazwie.

## Demografia
| Liczba ludności gminy Oliveira do Bairro (1801–2011) | Liczba ludności gminy Oliveira do Bairro (1801–2011) | Liczba ludności gminy Oliveira do Bairro (1801–2011) | Liczba ludności gminy Oliveira do Bairro (1801–2011) | Liczba ludności gminy Oliveira do Bairro (1801–2011) | Liczba ludności gminy Oliveira do Bairro (1801–2011) | Liczba ludności gminy Oliveira do Bairro (1801–2011) | Liczba ludności gminy Oliveira do Bairro (1801–2011) | Liczba ludności gminy Oliveira do Bairro (1801–2011) | Liczba ludności gminy Oliveira do Bairro (1801–2011) |
| ---------------------------------------------------- | ---------------------------------------------------- | ---------------------------------------------------- | ---------------------------------------------------- | ---------------------------------------------------- | ---------------------------------------------------- | ---------------------------------------------------- | ---------------------------------------------------- | ---------------------------------------------------- | ---------------------------------------------------- |
| 1801                                                 | 1849                                                 | 1900                                                 | 1930                                                 | 1960                                                 | 1981                                                 | 1991                                                 | 2001                                                 | 2004                                                 | 2011                                                 |
| 1939                                                 | 5086                                                 | 9540                                                 | 14 362                                               | 16 699                                               | 17 517                                               | 18 660                                               | 21 164                                               | 22 365                                               | 23 028                                               |

## Sołectwa
Sołectwa gminy Oliveira do Bairro (ludność wg stanu na 2011 r.):
- Bustos – 2652 osoby
- Mamarrosa – 1406 osób
- Oiã – 7722 osoby
- Oliveira do Bairro – 6250 osób
- Palhaça – 26227 osób
- Troviscal – 2371 osób

W miejscowości jest stacja kolejowa Oliveira do Bairro.